# Великий Беркут
Великий Бе́ркут (рос. Большой Беркут) — село у складі Далматовського району Курганської області, Росія. Входить до складу Кривської сільської ради.
Населення — 56 осіб (2010, 134 у 2002).
Національний склад станом на 2002 рік: росіяни — 87 %.